# Condado de Crenshaw
O Condado de Crenshaw é um dos 67 condados do estado norte-americano do Alabama. O condado está imediatamente ao sul da área metropolitana de Montgomery. De acordo com o censo de 2022, sua população é de 13.025 habitantes. A sede de condado é Luverne, que é também a sua maior cidade. O condado foi fundado em 1866 e o seu nome é uma homenagem ao juiz e jurista Anderson Crenshaw (1783-1847).

## História
O condado foi estabelecido após a Guerra Civil, pela legislatura do período da Reconstrução, em 30 de novembro de 1866. Foi formado por partes dos condados de Butler, Coffee, Covington, Pike e Lowndes. Levando em conta sua localização costeira, o condado possui um solo relativamente infértil, limitando a produção de algodão e outras culturas. Os donos das plantations utilizavam da mão-de-obra escrava afro-americana para diversas questões; muitos descentes dessa população continuam na área, sendo que cerca de um quarto da população do condado é afro-americana.
O condado de Crenshaw se tornou o centro da atividade madereira na região de Piney Wood, especialmente após a Montgomery and Florida Railroad Company construir uma linha que atravessava o condado em 1886, providenciando o devido transporte da mercadoria. A linha se conectava coma Sprague Junction no Condado de Montgomery. Por vezes os campos de corte de madeira se tornavam áreas nas quais se fervilhavam as tensões raciais.

## Geografia
De acordo com o censo, sua área total é de 1.582 km², destes sendo 1.577 km² de terra e 5 km² de água. O condado está localizado na região da Planície Costeira do Golfo. Devido à sua cobertura florestal, uma parte do estado se dedica à atividade madeireira.

### Condados adjacentes
- Condado de Montgomery, norte
- Condado de Pike, leste
- Condado de Coffee, sudeste
- Condado de Covington, sul
- Condado de Butler, oeste
- Condado de Lowndes, noroeste

## Transportes

### Principais rodovias
- U.S. Highway 29
- U.S. Highway 331
- State Route 10
- State Route 97
- State Route 106
- State Route 141
- State Route 189

## Demografia
De acordo com o censo de 2022:
- População total: 13.025
- Densidade: 8 hab/km²
- Residências: 6.579
- Famílias: 4.653
- Composição da população:
  - Brancos: 71,8%
  - Negros: 23,8%
  - Nativos americanos e do Alaska: 0,7%
  - Asiáticos: 1,2%
  - Duas ou mais raças: 2,4%
  - Hispânicos ou latinos: 2,5%

## Comunidades

### Cidades
- Luverne (sede)

### Vilas
- Brantley
- Dozier
- Glenwood
- Petrey
- Rutledge

### Comunidades não-incorporadas
- Fullers Crossroads
- Highland Home
- Honoraville
- Lapine (parcialmente no condado de Montgomery)
- Moodys Crossroads
- Mulberry
- Panola
- Social Town
- Theba
- Weedville